# Halysidota tessellaris
Halysidota tessellaris е вид насекомо от семейство Arctiidae.

## Разпространение
Видът е разпространен в Северна Америка от южна Канада на юг през Тексас и централна Флорида.